# Энрикес, Давид
Давид Андрес Энрикес Эспиноса (исп. David Andrés Henríquez Espinoza; род. 12 июля 1977, Сантьяго, Чили) — чилийский футболист, выступавший на позиции защитника. Известен по выступлениям за клубы «Коло-Коло», «Универсидад Католика» и сборной Чили. Участник Олимпийских игр 2000 года в Сиднее.

## Клубная карьера
Энрикес — воспитанник клуба «Коло-Коло». В возрасте 17 лет в матче Кубка Чили против «Эвертона» он дебютировал за основную команду. В составе «Коло-Коло» Давид восемь раз выиграл чемпионат Чили, что является третьим результатом после Рауля Ормено и Марсело Бартичиотто. Энрикес также выступал на правах аренды за португальский «Бейра-Мар» и мексиканский «Монаркас Морелия». В 2008 году он покинул «Коло-Коло» и продолжил выступления в Мексике за «Дорадос де Синалоа». В 2009 году Давид вернулся на родину, подписав контракт с «Универсидад Католика». 28 июля в матче против «Депортес Ла-Серена» он дебютировал за новую команду. 31 октября в поединке против «Универсидад де Чили» Энрикес забил свой первый гол за «Универсидад Католика». В дебютном сезоне Давид стал чемпионом страны, а спустя год завоевал национальный кубок. В 2012 году он завершил карьеру футболиста.

## Международная карьера
В 2000 году Энрикес в составе олимпийской сборной Чили принял участие в Олимпийских играх в Сиднее. На турнире он сыграл в матчах против команд Испании, Южной Кореи, Нигерии и Камеруна.
В 2001 году Давид в составе сборной Чили принял участие в розыгрыше Кубка Америки. На турнире он сыграл в матчах против сборных Эквадора и Венесуэлы.

## Достижения
Командные
 «Коло-Коло»
- Чемпионат Чили по футболу — 1996
- Чемпионат Чили по футболу — Кл. 1997
- Чемпионат Чили по футболу — 1998
- Чемпионат Чили по футболу — Клаусура 2002
- Чемпионат Чили по футболу — Апертура 2002
- Чемпионат Чили по футболу — Клаусура 2006
- Чемпионат Чили по футболу — Апертура 2006
- Чемпионат Чили по футболу — Клаусура 2007
- Чемпионат Чили по футболу — Апертура 2007
- Обладатель Кубка Чили — 1996

 «Универсидад Католика»
- Чемпионат Чили по футболу — 2010
- Обладатель Кубка Чили — 2011

Международные
 Чили (до 23)
- Летние олимпийские игры — 2000